# Paid to click
Ne doit pas être confondu avec Pay per click.
Pour les articles homonymes, voir PTC.
Le paid to click (PTC), signifiant « payé pour cliquer », est une activité qui consiste à consulter volontairement des sites internet ou des régies publicitaires sur le web contre une petite rémunération et donc, de gagner de l'argent sur internet.

## Fonctionnement
Le paid to click fonctionne de la manière suivante, :
1. Un publicitaire paie un site de paid to click pour ajouter un lien vers sa page internet ;
2. Le site de paid to click met à disposition ce lien dans une partie réservée aux utilisateurs inscrits ;
3. Ces derniers cliquent sur le lien du publicitaire et, après avoir effectué une action spécifique (comme attendre quelques secondes ou effectuer quelques clics supplémentaires sur le site atteint), reçoivent une récompense. Les actions peuvent être aussi, par exemple, d'inscrire ses coordonnées dans une demande de devis, ou de répondre à quelques questions faisant office de sondage.

Une fois qu'une certaine somme est atteinte sur le compte (généralement un minimum de 1 à 10 dollars/euros), le membre demande un versement (généralement sur un compte virtuel) et reçoit le paiement dans les jours qui suivent, voire instantanément.
Des systèmes de parrainage existent.

## Escroqueries
Certains sites de PTC sont ce qu'on appelle des « scams » (escroqueries) où, typiquement, le webmaster reçoit l'argent de ses clients mais ne paie pas les membres pour leur travail. De tels sites n'ont qu'une durée de vie limitée, mais peuvent engranger beaucoup d'argent en peu de temps.

## Légalité
Le paid to click est légal dans de nombreux pays, notamment (et cette liste n'est pas exhaustive) en Belgique, en France, au Canada et aux États-Unis. Mais en France, il convient de déclarer l'argent reçu afin qu'il soit imposé. Les gains sont très souvent reversés au moyen d'e-currency (monnaie électronique) sur un compte bancaire virtuel (banque en ligne), ou par service de paiement en ligne comme PayPal ou AlertPay, ce que le règlement de ces derniers n'autorise pas toujours pour ce type de gains.
Les personnes concernées font partie de ces « travailleurs du clics », précaires et invisibilisés, dont le nombre est croissant, et qui s'interrogent quelquefois sur la finalité et l'éthique des tâches qu'ils exécutent,.